# Лефевр, Рашель
Раше́ль Мари́ Лефе́вр (фр. Rachelle Marie Lefèvre, род. 1 февраля 1979, Монреаль) — канадская актриса.

## Биография
Рашель Лефевр родилась и выросла в Монреале провинции Квебек в Канаде. Её отец — учитель английского языка, а мать — психолог. Её отец имеет французские и ирландские корни, а родители её матери по происхождению были евреями. Её отчим — раввин. С детства она хорошо знает английский и французский языки.
Она изучала художественное творчество в колледже Доусона, играла в театре в течение двух лет в Натикской школе (штат Массачусетс). Она посещала кафедру образования и литературы в Университете Макгилла, однако так и не получила диплом.
Лефевр работала официанткой в суши-ресторане в Монреале, пока клиент-продюсер не помог ей получить прослушивание в ситкоме. В 1999 году она получает звонок от режиссёра на роль в канадском сериале «Томми-оборотень».
В 2002 году появилась в фильме «Признания опасного человека», режиссёра Джорджа Клуни. В 2004 году Рашель переехала в Западный Голливуд, штат Калифорния, и практически сразу её замечает Чезз Палминтери и приглашает в фильм «Ноэль». Рашель сыграла в многочисленных телевизионных сериалах, в том числе: «От 16 и старше», «Зачарованные», «Вероника Марс» и другие.
В 2008 году она играет вампира Викторию в фильме «Сумерки». Она специально смотрела ролики про львов на YouTube, чтобы понять их характер и действовать в фильме как настоящая хищница. Однако в продолжении — «Сумерки. Сага. Затмение» — в роли Виктории её заменила Брайс Даллас Ховард.
В 2009 году Лефевр появилась в мини-сериале CBC The Summit, снятом в Онтарио, и завершила фильм Казино Джек» с Кевином Спейси в главной роли. В «Казино Джек» она играет Эмили Дж. Миллер, бывшего пресс-секретаря конгрессмена США Тома ДеЛея, который помог осудить лоббиста Джека Абрамоффа (Кевина Спейси) в политическом скандале с участием индейских племён.
Лефевр появилась в фильме «По версии Барни», экранизации отмеченного наградами канадского романа Мордехая Рихлера. Лефевр играет Клару, маниакально-депрессивную поэтессу-феминистку, которая становится первой женой главного героя Барни Панофски (Пол Джаматти). Сцены с её участием были сняты в Риме в августе 2009 года. Производство продолжалось на месте в Монреале и Нью-Йорке. Вскоре после съёмок, в ноябре 2009 года, Лефевр снялась в триллере «Гость» в Пуэрто-Рико вместе с актёрами Лорной Рэйвер и Стивеном Мойером. Она заменила Бриттани Мерфи, которая вышла из проекта.
Лефевр появилась в пилотном эпизоде сериала ABC «На самом дне» 21 января 2010 года. Она снялась в сериале «Без координат» в роли доктора Райана Кларка, молодого доктора, работающего в южноамериканской медицинской клинике. Разработанный создателем Анатомии Грея Шондой Раймс, сериал был снят на Гавайях, дебютировал 12 января 2011 года и длился 13 эпизодов, а затем был отменён.
Лефевр была голосом 31-й ежегодной премии Genie Awards в марте 2011 года вместе с ведущим Уильямом Шетнером. Она также сыграла роль в пилоте NBC «Реконструкция» (рабочее название: «Пересечение»), драмы, сюжет которой развивается во время гражданской войны в США. Лефевр играет Анну, вдову, которая завела роман с солдатом.
В 2011 году Лефевр приняла участие в съёмках телесериала CBS «Одарённый человек», где сыграла доктора. Начиная с июня 2013 года, Лефевр снялась в триллере CBS «Под куполом», основанном на бестселлере 2009 года с одноимённым названием Стивена Кинга. Сериал длился три сезона и закончился в сентябре 2015 года.
В 2017 году Лефевр присоединилась к съёмочной группе всемирно известного сериала «Мэри убивает людей» во 2-й сезоне, премьера которого состоялась в январе 2018 года. В сериале Лефевр играет Оливию, сестру жертвы из первого сезона, которая пытается шантажировать Мэри.

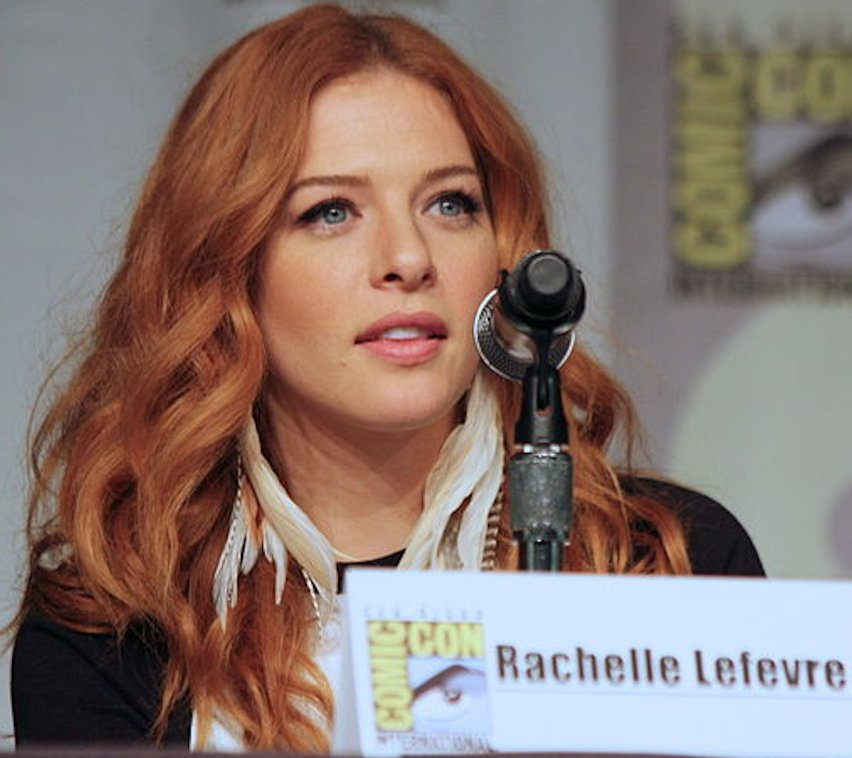
Рашель Лефевр в 2013 году.

## Фильмография

### Кино
| Год  | Название на русском         | Название на английском          | Роль            | Примечания          |
| ---- | --------------------------- | ------------------------------- | --------------- | ------------------- |
| 2000 | Звёздный статус             | Stardom                         | Катерина        |                     |
| 2001 | Пробуждение смерти          | Dead Awake                      | Ренди Боум      |                     |
| 2002 | Покинутый                   | Abandon                         | Игер Бивер      |                     |
| 2002 | Признания опасного человека | Confessions of a Dangerous Mind | Тувия (25 лет)  |                     |
| 2003 | Безумный колледж            | Hatley High                     | Гиацинт Маргуз  |                     |
| 2004 | Ноэль                       | Noel                            | Холли           |                     |
| 2004 | Голова в облаках            | Head in the Clouds              | Элис            | В титрах не указана |
| 2005 | Смерть на реке              | The River King                  | Керлин Линдер   |                     |
| 2007 | Осколки                     | Fugitive Pieces                 | Наоми           |                     |
| 2008 | Сумерки                     | Twilight                        | Виктория        |                     |
| 2009 | Американское лето           | American Summer                 | Лаура           |                     |
| 2009 | Сумерки. Сага. Новолуние    | The Twilight Saga: New Moon     | Виктория        |                     |
| 2010 | Казино Джек                 | Casino Jack                     | Эмили Миллер    |                     |
| 2010 | По версии Барни             | Barney’s Version                | Клара Чарнофски |                     |
| 2010 | В паутине закона            | The Deep End                    | Кэти Кемпбелл   |                     |
| 2011 | Гость                       | The Caller                      | Мэри Ки         |                     |
| 2011 |                             | Reconstruction                  |                 |                     |
| 2012 | Омерта                      | Omertà                          | Софи            |                     |
| 2013 | Штурм Белого дома           | White House Down                | Мелани          |                     |
| 2013 | Последний рубеж             | Homefront                       | Сьюзан Хэтч     |                     |

### Телевидение
| Год     | Название на русском                 | Название на английском           | Роль                           | Примечания  |
| ------- | ----------------------------------- | -------------------------------- | ------------------------------ | ----------- |
| 1999    | Томми-оборотень                     | Big Wolf on Campus               | Стейси Хенсон                  | 22 эпизода  |
| 1999    | Раздетый                            | Undressed                        | Энни Ислис                     | 1 эпизод    |
| 1999    | Легенда Сонной Лощины               | The Legend of Sleepy Hollow      | Катрина Ван Тисл               | Телефильм   |
| 2000    | Голод                               | The Hunger                       | женщина                        | 1 эпизод    |
| 2003    | Ларго                               | Largo Winch                      | Катарина                       | 1 эпизод    |
| 2003    | Зачарованные                        | Charmed                          | Оливия Келуэй                  | 1 эпизод    |
| 2003    | Обратитесь к Джейн                  | See Jane Date                    | Элойс                          | Телефильм   |
| 2003    | Встречая и провожая                 | Picking Up & Dropping Off        | Джорджия                       | Телефильм   |
| 2006    | Вероника Марс                       | Veronica Mars                    | Марджери                       | 1 эпизод    |
| 2008    | C.S.I.: Место преступления Нью-Йорк | CSI: NY                          | Девон Нексворд                 | 1 эпизод    |
| 2005    | От 16 и старше                      | Life on a Stick                  | Лили                           | 13 эпизодов |
| 2007    | Ищейка                              | The Closer                       | Мишель Морган                  | 1 эпизод    |
| 2005    | Кости                               | Bones                            | Эми Мортон                     | 1 эпизод    |
| 2007    | Как я встретил вашу маму            | How I Met Your Mother            | Сара                           | 1 эпизод    |
| 2006    | Класс                               | Class                            | Сьюи                           | 2 эпизода   |
| 2006-07 | Что насчет Брайана                  | What About Brian                 | Хитер                          | 11 эпизодов |
| 2008    | Город свингеров                     | Swingtown                        | Мелинда                        | 4 эпизода   |
| 2008    | Жизнь на Марсе                      | Life on Mars                     | Эни Картуайт                   |             |
| 2009    | Знаете ли вы меня                   | Do You Know Me                   | Эльза Картер; Софи Мардзаретти |             |
| 2011    | Без координат                       | Off the Map                      | доктор Райан Кларк             | 13 эпизодов |
| 2011-12 | Одарённый человек                   | A Gifted Man                     | доктор Кейт Сикора             | 14 эпизодов |
| 2013-15 | Под куполом                         | Under the Dome                   | Джулия Шамуэй                  | 39 эпизодов |
| 2017    | Электрические сны Филипа К. Дика    | Philip K. Dick’s Electric Dreams | Кэти                           | 1 эпизод    |
| 2018    | Мэри убивает людей                  | Mary Kills People                | Оливия Блум                    | 6 эпизодов  |
| 2019    | Доказанная невиновность             | Proven Innocent                  | Мэдлин Скотт                   | 10 эпизодов |